# Cody Gakpo
Cody Mathès Gakpo (n. 7 mai 1999, Eindhoven, Țările de Jos) este un fotbalist neerlandez, care joacă pe post de extremă stângă sau atacant central la Liverpool în Premier League. Pe plan internațional, are prezențe la națională pentru Țările de Jos U21⁠(d) și Țările de Jos.
Format la academia lui PSV, Gakpo și-a făcut debutul cu prima echipă în februarie 2018. În sezonul 2021–22, a câștigat premiul Fotbalistul Olandez al Anului după ce a marcat 21 de goluri în 47 de meciuri în toate competițiile.
Gakpo a reprezentat Țările de Jos la mai multe niveluri de tineret, de la sub 18 până la sub 21. Și-a făcut debutul internațional la seniori în iunie 2021 la Euro 2020.

## Carieră

### PSV

#### Primii ani
Gakpo s-a născut în Eindhoven și a crescut în districtul Stratum. Tatăl său s-a născut în Togo și are ascendență ghaneză, în timp ce mama lui este olandeză. În 2007, s-a mutat la Academia de tineret a PSV Eindhoven, unde a progresat apoi la toate echipele de tineret. Pentru sezonul 2016-2017 a făcut parte pentru prima dată din echipa de rezervă Jong PSV, dar a jucat în principal în echipa U19. Gakpo și-a făcut debutul profesionist în Eerste Divisie pentru Jong PSV pe 4 noiembrie 2016 într-un meci împotriva lui Helmond Sport. În restul sezonului a mai făcut o singură apariție pentru Jong PSV. După ce producția sa a crescut în Eredivisie U19 din sezonul următor, cu șapte goluri și cinci pase decisive în 13 meciuri de campionat, a fost în cele din urmă promovat cu rezervele la începutul anului. La cea de-a doua apariție în Eerste Divisie, pe 19 ianuarie 2017, într-o victorie cu 3-2 în deplasare împotriva lui De Graafschap, a marcat o dublă și a dat o pasă de gol pentru al treilea gol al echipei sale. Pentru Jong PSV, a reușit să marcheze șapte goluri în sezonul 2017–18, pe care le-a realizat în 12 meciuri de campionat.

#### Prima echipă
Gakpo și-a făcut debutul cu prima echipă a lui PSV, intrând de pe banca de rezerve, într-o victorie cu 3-1 asupra lui Feyenoord pe 25 februarie 2018. În sezonul 2018-19, Gakpo a reușit să-și îmbunătățească performanțele. Acest lucru a fost observat și de antrenorul primei echipe, Mark van Bommel.
În sezonul 2019-20, a înregistrat șapte goluri și tot atâtea pase decisive în 25 de meciuri de ligă.
Pe 13 septembrie 2020, în prima etapă a sezonului Eredivisie 2020–21, Gakpo a marcat prima sa dublă pentru PSV, contribuind la o victorie cu 3–1 în fața Groningenului. A marcat o altă dublă pe 24 septembrie în victoria cu 5-1 din meciul de calificare în UEFA Europa League împotriva lui NŠ Mura, permițând-ui lui PSV să se califice în turul de play-off. A fost din nou decisiv acolo, atunci când a marcat al doilea gol al lui PSV într-o victorie cu 2-0 împotriva lui Rosenborg pe 1 octombrie. A încheiat sezonul cu 29 de apariții, în care a marcat 11 goluri.
Gakpo a marcat golul victoriei pentru PSV într-o victorie cu 2-1 asupra Ajaxului în finala Cupei KNVB din 2022. Pe 31 august 2022, a marcat primul lui hat-trick într-o victorie cu 7-1 în fața lui Volendam.
În ciuda zvonurilor că ar putea ajunge la echipe precum Manchester United, Leeds United și Southampton în timpul perioadei de mercato din vara lui 2022, Gakpo a rămas la PSV pentru sezonul 2022-23.

### Liverpool
La 28 decembrie 2022, Gakpo a ajuns la un acord cu echipa engleză FC Liverpool din Premier League tranzacția fiind completată odată ce fereastra de transfer s-a deschis la 1 ianuarie 2023. BBC Sport a raportat că el a convenit un contract de cinci ani și jumătate, pentru o sumă de transfer cuprinsă între 35,4 și 44,3 milioane de lire sterline (40-50 de milioane de euro), care ar fi o sumă record primită de PSV.

## Carieră internațională
Gakpo a fost eligibil să joace pentru Olanda, Ghana sau Togo la nivel internațional. A reprezentat naționala Olandei la nivelurile sub-18, sub-19, sub-20  și sub-21.
Gakpo a fost convocat în echipa de seniori a Olandei pentru UEFA Euro 2020 și a debutat în al treilea meci din faza grupelor împotriva Macedoniei de Nord ca înlocuitor a lui Frenkie de Jong în minutul 79. Astfel, a devenit primul jucător olandez care a debutat în Campionatul European de la Martien Vreijsen în 1980.

## Palmares
PSV
- Eredivisie : 2017–18 [27]
- Cupa KNVB : 2021–22
- Johan Cruyff Shield : 2021,[28] 2022 [29]

Individual
- Fotbalistul olandez al anului : 2021–22 [30]
- Jucătorul lunii din Eredivisie : septembrie 2022,[31] octombrie 2022 [32]